# Большой Кий
Большой Кий — остров архипелага Кийские острова. Административно относится к Печенгскому району Мурманской области.
Расположен в восточной части акватории Варангер-фьорда в 1,6 км от западного побережья полуострова Рыбачего.
Имеет округлую форму. Длина острова с севера на юг составляет около 580 метров, максимальная ширина — 420 м. Остров возвышен в южной части, полого спускаясь к северу. Берега скалистые за исключением юго-восточного побережья. Протяжённость береговой линии 1,6 км, из них 270 м галечниковый пляж на юго-востоке. Центральную, ровную поверхность острова занимает тундра, покрытая десятками воронок от снарядов. Диаметр наибольших из них достигает 9 м.